# Crise de 2017-2018 en Corée du Nord
 (signalé en août 2025).
Si vous disposez d'ouvrages ou d'articles de référence ou si vous connaissez des sites web de qualité traitant du thème abordé ici, merci de compléter l'article en donnant les références utiles à sa vérifiabilité et en les liant à la section « Notes et références ».
- Archive Wikiwix
- Bing
- Cairn
- DuckDuckGo
- E. Universalis
- Gallica
- Google
- G. Books
- G. News
- G. Scholar
- Persée
- Qwant
- (zh) Baidu
- (ru) Yandex
- (wd) trouver des œuvres sur Wikidata

La crise de 2017-2018 en Corée du Nord a été une période de tension accrue entre la Corée du Nord et les États-Unis tout au long de l'année 2017, qui a commencé lorsque la Corée du Nord a mené une série d'essais de missiles et nucléaires qui ont démontré la capacité du pays à lancer des missiles balistiques au-delà de sa région immédiate et a suggéré que la capacité d'armes nucléaires de la Corée du Nord se développait à un rythme plus rapide que ce qui avait été évalué par la communauté du renseignement américain.
Ceci, ainsi qu'un exercice militaire conjoint entre les États-Unis et la Corée du Sud entrepris en août 2017 et les menaces américaines, ont accru les tensions internationales dans la région et au-delà. En 2017, la Corée du Nord a effectué son sixième essai nucléaire au début de septembre et une rhétorique enflammée a été échangée, attisant les craintes d'une possible guerre.
Alors que les tensions étaient principalement avec les États-Unis, la Corée du Nord a menacé l'Australie à deux reprises de frappes nucléaires tout au long de l'année 2017, les accusant de se ranger du côté des États-Unis et de les suivre « aveuglément ».
Cependant, au début de l'année 2018, les tensions ont commencé à se calmer de façon spectaculaire, la Corée du Nord annonçant la restauration de la hotline Séoul–Pyongyang (en) et acceptant de s'entretenir avec la Corée du Sud au sujet de sa participation aux Jeux olympiques d'hiver de 2018 à PyeongChang. L'activité diplomatique a prospéré au cours des mois suivants, avec la suspension des essais nucléaires et de missiles par la Corée du Nord, et le sommet inter-coréen de 2018 fin avril qui a abouti à la signature de la Déclaration de Panmunjeom le 27 avril 2018. Un sommet bilatéral sans précédent entre Kim Jong-un et Donald Trump s'est tenue à Singapour le 12 juin 2018. Il a abouti à une déclaration commune appelant à la « dénucléarisation complète de la péninsule coréenne ». Un deuxième sommet entre Kim Jong-un et Donald Trump a eu lieu à Hanoï, au Vietnam, les 27 et 28 février 2019. Bien que les pourparlers aient échoué, un troisième sommet a eu lieu dans la zone démilitarisée coréenne (DMZ) le 30 juin 2019, Trump devenant le premier dirigeant américain à visiter la Corée du Nord. Cependant, les pourparlers de suivi plus tard en 2019 ont échoué en quelques heures.

## Contexte
Pour des articles plus généraux, voir Guerre de Corée, Armistice de Panmunjeom, Relations entre la Corée du Nord et la Corée du Sud et Conflit coréen.

### Programme d'armes nucléaires de la Corée du Nord

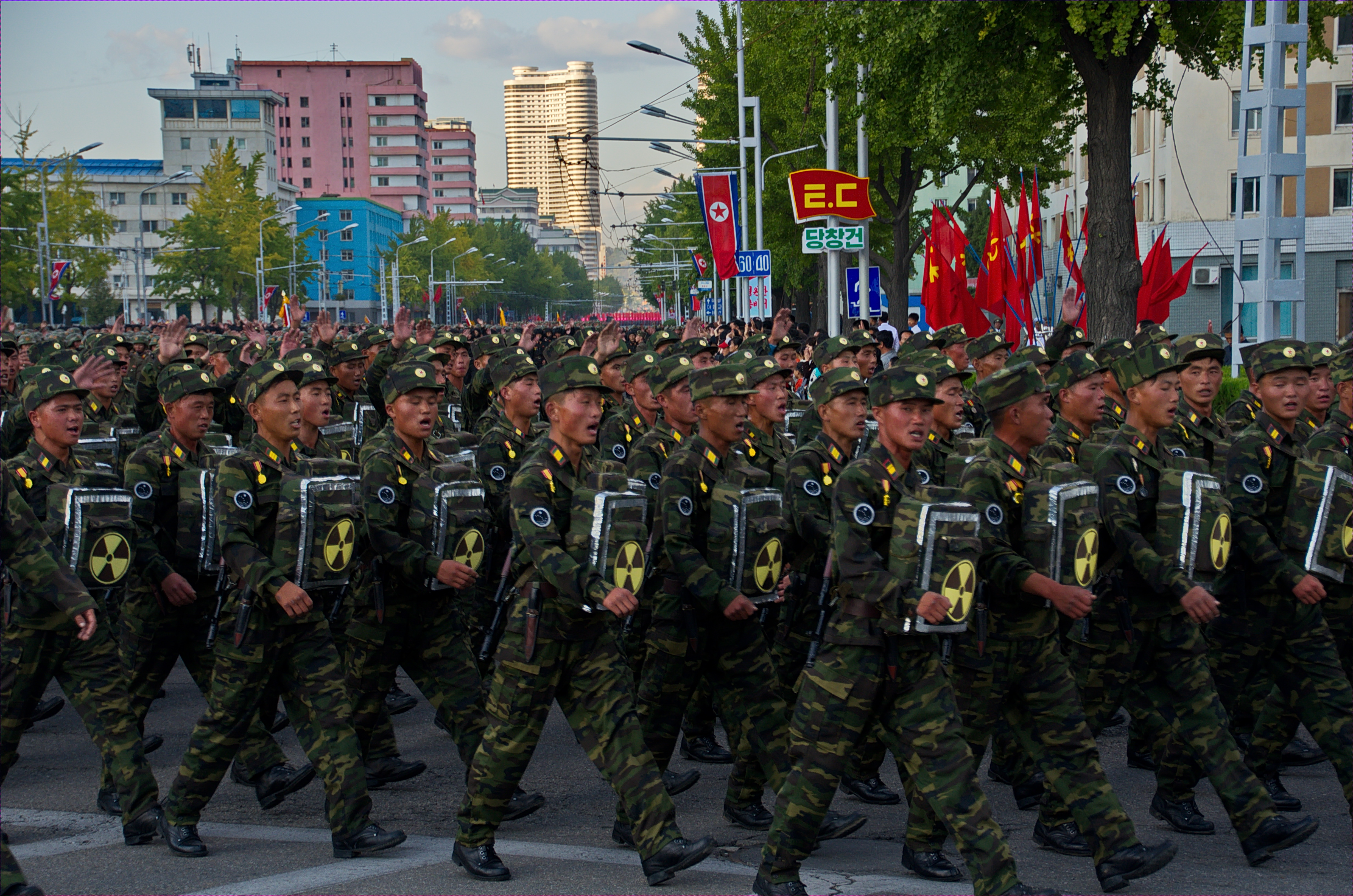
Défilé militaire à Pyongyang.

Dans son discours du Nouvel An du 2 janvier 2017, Kim Jong-un, le dirigeant de la Corée du Nord, a déclaré que le pays en était à la « dernière étape » des préparatifs pour tester un missile balistique intercontinental (ICBM).
Le 3 mai, la Corée du Nord a publié une critique rare et durement formulée à l'encontre de son principal allié, la Chine, déclarant qu'« il faut clairement comprendre que la ligne d'accès de la RPDC aux armes nucléaires pour l'existence et le développement du pays ne peut être ni modifiée ni ébranlée [...] et que la RPDC ne demandera jamais le maintien de l'amitié avec la Chine, risquant son programme nucléaire qui est aussi précieux que sa propre vie, quelle que soit la valeur de l'amitié [...] La Chine ne devrait plus essayer de tester les limites de la patience de la RPDC [...] La Chine ferait mieux de réfléchir aux graves conséquences qu'entraînera son acte imprudent d'abattre le pilier des relations RPDC-Chine ». Le commentaire sévère a également accusé les médias chinois (qui sont étroitement contrôlés par le gouvernement) de danser sur l'air des États-Unis.
Début août 2017, le Washington Post a rapporté une évaluation, réalisée par la US Defense Intelligence Agency en juillet 2017, selon laquelle la Corée du Nord avait développé avec succès des ogives nucléaires pour des missiles capables d'atteindre le continent américain (une ogive nucléaire miniaturisée pouvant s'adapter à l'intérieur de ses missiles).

### Sanctions contre la Corée du Nord; le commerce avec la Chine
Depuis le premier essai nucléaire de la Corée du Nord en 2006, le Conseil de sécurité de l'ONU a adopté un certain nombre de résolutions imposant diverses sanctions à la RPDC, notamment des restrictions à l'activité économique. Néanmoins, le produit intérieur brut de la Corée du Nord a augmenté d'environ 3,9 % en 2016, pour atteindre environ 28,5 milliards de dollars, le rythme le plus rapide en 17 ans. Les progrès ont été largement attribués à la poursuite des échanges avec la Chine, qui représentait plus de 90 % du commerce international de la Corée du Nord.
Fin février 2017, à la suite de l'essai du 12 février par la Corée du Nord du missile balistique à moyenne portée Pukguksong-2, la Chine, qui considère son commerce avec la Corée du Nord et la menace présumée des missiles pour les États-Unis comme des questions distinctes, a déclaré qu'elle se conformerait avec la résolution 2321 de l'ONU et arrêtera toutes les importations de charbon (la principale exportation de la Corée du Nord) en provenance de Corée du Nord. Malgré l'arrêt, en avril 2017, la Chine a déclaré que son commerce avec la Corée du Nord s'était développé. En juillet 2017, le commerce de la Chine avec la Corée du Nord, alors que l'interdiction du charbon nord-coréen aurait ralenti les importations en provenance de la RPDC, valait 456 millions de dollars, contre 426 millions de dollars en juillet 2016, le cumul annuelle commerce étant en hausse de 10,2 % à 3,01 milliards de dollars.
En 2017, la Corée du Nord a été sanctionnée à plusieurs reprises par le Conseil de sécurité de l'ONU. Les dernières ont été imposées le 22 décembre 2017. Selon cette résolution, l'approvisionnement en pétrole de la RPDC est interdit et tous les pays ont décidé d'expulser les travailleurs migrants nord-coréens des territoires des pays où ils travaillent dans les 24 mois.
La Chine s'est opposée aux sanctions secondaires qui pourraient être imposées aux entreprises chinoises qui font des affaires avec la Corée du Nord.

### Emprisonnement des citoyens des États-Unis
L'étudiant universitaire américain Otto Warmbier a été libéré de Corée du Nord en juin 2017, alors qu'il était dans le coma après près de 18 mois de captivité. Warmbier est décédé sans avoir repris connaissance le 19 juin 2017, six jours après son retour aux États-Unis. Certains responsables américains ont blâmé la Corée du Nord pour sa mort. En juillet 2017, le secrétaire d'État américain Rex Tillerson a autorisé une « restriction géographique de voyage » qui interdisait aux américains d'entrer en Corée du Nord.

### THAAD en Corée du Sud
Apparemment pour contrer la menace de missiles de la Corée du Nord, les United States Forces Korea (USFK) avaient planifié le déploiement du Terminal High Altitude Area Defense (THAAD) en Corée du Sud, qui est conçu pour détecter et détruire les missiles balistiques à moyenne portée et à portée intermédiaire (mais pas les missiles balistiques intercontinentaux). Le déploiement s'était heurté à de fortes oppositions de la Chine, de la Russie et de la Corée du Nord. Fin avril 2017, il a été signalé que si le THAAD devait initialement devenir opérationnel d'ici la fin de 2017, cela pourrait se produire plus tôt. Selon l'annonce des United States Forces Korea, le THAAD stationné en Corée du Sud avait atteint sa capacité opérationnelle initiale (IOC) le 1er mai 2017.

## Chronologie

### Mouvements du USS Carl Vinson d'avril 2017

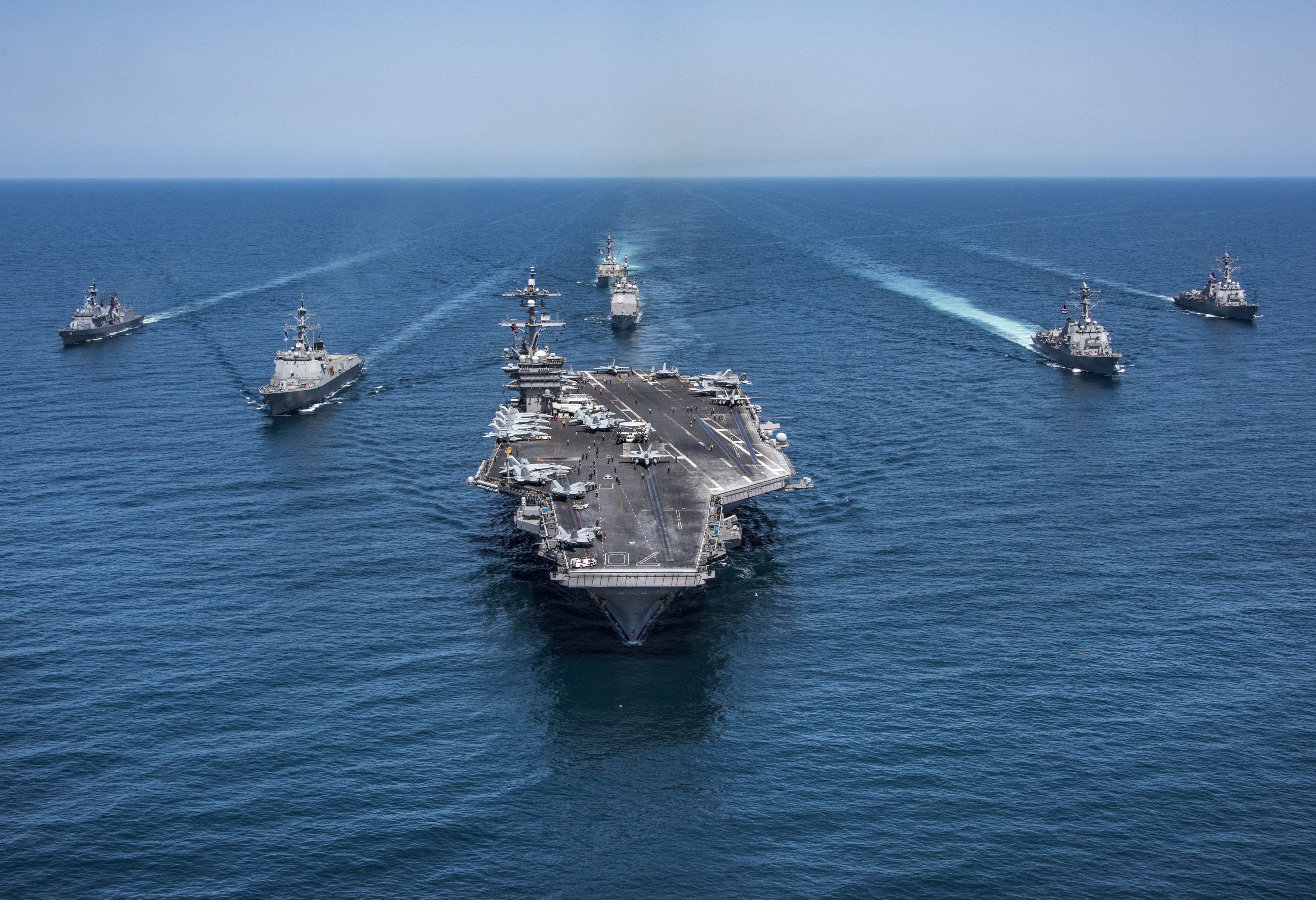
Groupe aéronaval du porte-avions et navires de la marine sud-coréenne lors d'un exercice conjoint le 3 mai 2017.

À la suite du tir d'essai par la Corée du Nord d'un missile balistique à moyenne portée depuis son port oriental de Sinpo dans la mer du Japon le 5 avril, qui est intervenu un mois après le tir de quatre missiles balistiques vers la mer du Japon, les tensions ont augmenté alors que le président américain Donald Trump avait déclaré que les États-Unis étaient prêts à agir seuls pour faire face à la menace nucléaire de la Corée du Nord. Le 9 avril, la marine américaine a annoncé qu'elle envoyait un groupe d'attaque de la marine dirigé par le super porte-avions USS Carl Vinson vers le Pacifique Ouest (« pour naviguer vers le nord et faire rapport sur la station dans l'océan Pacifique occidental après avoir quitté Singapour le 8 avril »), mais en raison d'une mauvaise communication apparente au sein de l'administration américaine, le mouvement naval a été présenté comme un mouvement vers la péninsule coréenne. Cette information a été annulée par le gouvernement américain quelques jours plus tard.
L'annonce du 9 avril par la Marine a conduit à une « séquence d'événements entachée de pépins ». Le 17 avril, l'ambassadeur adjoint de la Corée du Nord aux Nations unies a accusé les États-Unis de faire de la péninsule coréenne « le plus grand point chaud du monde » et le gouvernement nord-coréen a déclaré « qu'il était prêt à déclarer la guerre aux États-Unis si les forces nord-coréennes étaient attaquées ». En réalité, le 18 avril, Carl Vinson et ses escortes se trouvaient à 5 630 km de la Corée, engagés dans des exercices conjoints programmés de la Royal Australian Navy dans l'océan Indien. Le 24 avril, les destroyers japonais Ashigara (en) et Samidare ont participé avec Carl Vinson à des exercices d'entraînement tactique près des Philippines. La Corée du Nord a menacé de la couler d'un seul coup. Carl Vinson s'était rendu en mer de Chine méridionale en 2015 et de nouveau en février 2017 pour des patrouilles de routine. Fin avril 2017, Trump a déclaré qu'« il y a une chance que nous [les États-Unis] puissions finir par avoir un conflit majeur avec la Corée du Nord ».
Le 24 avril, la Corée du Nord a célébré le 85e anniversaire de l'Armée populaire coréenne par ce qui a été dit être « son plus grand exercice militaire jamais réalisé », mené à Wonsan. Le lendemain, il a été signalé que les États-Unis et la Corée du Sud avaient commencé à installer des éléments clés de la défense antimissile THAAD dans le district de Seongju en Corée du Sud .

### Essai en vol le 4 juillet d'un missile balistique intercontinental

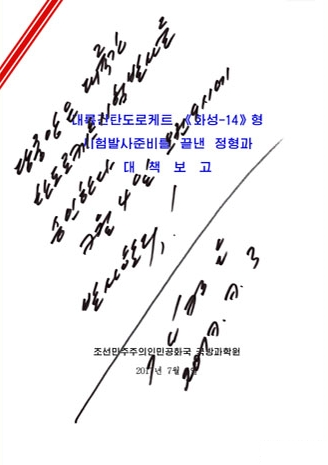
La commande de Kim Jong-un pour le premier test du Hwasong-14.

Le 4 juillet, la Corée du Nord a effectué le premier essai en vol annoncé publiquement de son ICBM Hwasong-14 (en), programmé pour coïncider avec les célébrations de la fête de l'indépendance des États-Unis. Ce vol avait une portée revendiquée de 933 kilomètres vers l'est dans la mer du Japon (mer orientale de Corée) et a atteint une altitude de 2 802 kilomètres au cours d'un vol de 39 minutes. Les experts du gouvernement américain ont classé le lancement du missile comme une étape importante dans la quête de Pyongyang pour acquérir une arme à pointe nucléaire capable de frapper les États-Unis. La Corée du Nord a déclaré qu'elle était désormais « une puissance nucléaire à part entière qui possédait la fusée balistique intercontinentale la plus puissante capable de frapper n'importe quelle partie du monde ».
L'USFK a déclaré dans un communiqué daté du 4 juillet 2017 : « Le personnel militaire de la huitième armée américaine et de la république de Corée (ROK) a organisé un événement combiné exerçant des moyens pour contrer les actions déstabilisatrices et illégales de la Corée du Nord le 4 juillet ». Les missiles sud-coréens Hyunmoo-2B et du système de missiles tactiques de l'armée américaine ont été lancés pendant l'exercice.

### Escalade rhétorique en août 2017
Le 8 août 2017, le président Donald Trump a averti que les menaces nucléaires nord-coréennes « se heurteraient au feu, à la fureur et à la puissance franchement, comme le monde n'en a jamais vu auparavant », après que les médias de masse ont rapporté qu'une évaluation du renseignement américain avait constaté que le pays avait réussi à produire une ogive nucléaire miniaturisée capable de s'adapter à l'intérieur de ses missiles. Le président Trump a également fait remarquer à propos du dirigeant nord-coréen Kim Jong-un : « Il a été très menaçant au-delà d'un état normal ». En quelques heures, la Corée du Nord a répondu en annonçant qu'elle envisageait d'attaquer des bases militaires américaines sur le territoire américain de Guam.
Le 10 août 2017, le lieutenant-général nord-coréen Kim Rak-gyom (en) a répondu au discours de « feu et fureur » de Trump, affirmant que ses propos étaient « absurdes » et affirmant qu'un « dialogue raisonnable » n'était pas possible avec Trump en tant que président des États-Unis. L'agence de presse gouvernementale nord-coréenne KCNA a rapporté que l'armée de Kim Jong-un envisageait un plan pour tirer quatre ICBM, de type Hwasong 12, dans la mer des Philippines à seulement 30 à 40 kilomètres de l'île de Guam. Le temps de vol des missiles a été estimé à exactement 17 minutes et 45 secondes. Un rapport de la KCNA a suggéré que le plan serait mis en œuvre à la mi-août. Des responsables américains ont déclaré que Joseph Y. Yun (en), l'envoyé américain pour la politique nord-coréenne (en) et Pak Song-il (en), un haut diplomate nord-coréen à la mission de l'ONU dans le pays, ont établi des contacts réguliers pendant ce différend, via un canal de communication qu'ils ont appelé le canal de New York.
Le 11 août, Trump a écrit sur Twitter : « Les solutions militaires sont désormais pleinement en place, [...] verrouillées et chargées, [...] si la Corée du Nord agit imprudemment. Espérons que Kim Jong Un trouvera une autre voie ! » L'ancien ambassadeur américain aux Nations unies John Bolton et l'ancien secrétaire américain à la Défense Leon Panetta ont déclaré que l'impasse entre les États-Unis et la Corée du Nord au sujet du programme d'armes nucléaires de Pyongyang était comparable à la crise des missiles de Cuba.
Bob Woodward, dans son livre de 2020 Rage, a cité Mike Pompeo disant que l'équipe de sécurité nationale « n'a jamais su si c'était réel ou si c'était un bluff », et a rapporté que Jim Mattis dormait entièrement habillé en raison de préoccupations concernant une attaque nord-coréenne.
Le 14 août, le président ukrainien du Conseil de la sécurité nationale et de la défense, Oleksandr Tourtchynov, a nié avoir jamais fourni de technologie de défense à la Corée du Nord, répondant à un article du New York Times selon lequel la Corée du Nord aurait peut-être acheté des moteurs de fusée de l'usine ukrainienne Ioujmach, qui ont également démenti le rapport.
Le 15 août, le dirigeant nord-coréen a déclaré qu'il retardait la décision de tirer des missiles vers le territoire américain de Guam dans le Pacifique en attendant de voir ce que Trump ferait ensuite.
Du 21 au 31 août, les États-Unis et la Corée du Sud ont mené l'exercice Ulchi Freedom Guardian 2017 qui a été présenté par les forces américaines en Corée comme légèrement plus petit que celui de l'année précédente, avec la participation de 17 500 soldats américains. Un éditorial publié par le journal officiel nord-coréen Rodong Sinmun a condamné les exercices comme « l'expression la plus explicite d'hostilité contre nous ».
Le 25 août, la Corée du Nord a tiré trois missiles depuis la province de Kangwŏn dans le sud-est du pays. Selon le Cmdr. Dave Benham du Commandement américain du Pacifique, l'un des missiles a explosé au lancement tandis que les deux autres ont subi des échecs critiques en vol, s'écrasant dans la mer du Japon après avoir parcouru une distance de 250 kilomètres.

#### Essai d'un missile sur le Japon le 29 août
Le 29 août, juste avant 6 h 0 JST, la Corée du Nord a lancé un missile qui a survolé Hokkaidō, au Japon. Le missile a atteint une altitude de 550 km et a parcouru une distance totale d'environ 2 700 km avant de s'écraser dans le Pacifique. Le missile n'a pas été abattu par l'armée japonaise. C'était la troisième fois, avec deux événements antérieurs en 1998 et 2009, qu'un missile nord-coréen passait au-dessus du territoire japonais. Cependant, dans ces deux affaires antérieures, la Corée du Nord avait affirmé qu'elle lançait des satellites. Le missile a provoqué l'activation du système d'alerte J-Alert à Tōhoku et Hokkaidō, conseillant aux gens de se mettre à l'abri. Le lancement était prévu pour le 107e anniversaire du traité d'annexion Japon-Corée, et KCNA a déclaré que c'était « un plan audacieux pour rendre les cruels insulaires japonais insensibles le sanglant 29 août ». Le missile lancé aurait suivi une trajectoire beaucoup plus plate que ceux testés plus tôt en 2017.
Une réunion d'urgence du Conseil de sécurité de l'ONU a été convoquée plus tard dans la journée pour discuter de l'événement. Dans une déclaration publiée par la Maison Blanche en réponse au lancement, le président américain Donald Trump a déclaré que « toutes les options sont sur la table » concernant la Corée du Nord.

#### Réponse des États-Unis à la fin août
Le 30 août, le président Trump a publié une déclaration via Twitter disant « Les États-Unis parlent à la Corée du Nord et leur versent de l'argent d'extorsion depuis 25 ans. Parler n'est pas la réponse ! » Cependant, lorsqu'on lui a demandé par des journalistes lors d'une réunion avec le ministre sud-coréen de la Défense Song Young-Moo si la diplomatie n'était pas sur la table, le secrétaire américain à la Défense James Mattis a déclaré que « nous ne sommes jamais à court de solutions diplomatiques » et « nous avons toujours cherchez plus. Nous ne sommes jamais complaisants ».
Le 31 août, les États-Unis ont piloté un escadron de bombardiers, dont deux B-1B et quatre F-35, et ont mené des exercices de bombardement dans ce que le Commandement américain du Pacifique a décrit comme une « réponse directe au lancement de missiles balistiques à portée intermédiaire de la Corée du Nord », se référant au lancement de l'IRBM de la Corée du Nord le 29 août.

### Sixième essai nucléaire en septembre 2017 et conséquences
Le 3 septembre, à 3 h 31 UTC, le United States Geological Survey a signalé qu'il avait détecté un tremblement de terre de magnitude 6,3 en Corée du Nord près du site d'essai de Punggye-ri. Compte tenu de la faible profondeur du tremblement de terre et de sa proximité avec la principale installation d'essais d'armes nucléaires de la Corée du Nord, les experts ont conclu que le pays avait effectué un sixième essai d'arme nucléaire depuis que le pays avait explosé pour la première fois un engin nucléaire en 2006. La Corée du Nord a affirmé avoir testé une bombe à hydrogène pouvant être montée sur un ICBM. L'agence indépendante de surveillance sismique NORSAR a estimé que l'explosion avait un rendement d'environ 120 kilotonnes. Une déclaration officielle de KCNA du 3 septembre a également revendiqué la capacité de la Corée du Nord à mener une « attaque EMP super puissante ».
Le même jour, le secrétaire américain à la Défense, James Mattis, s'exprimant au nom de la Maison Blanche, a averti qu'il y aurait « une réponse militaire massive » à toute menace de la Corée du Nord contre les États-Unis, y compris Guam, ou ses alliés.
Tôt le 4 septembre, la république de Corée (Corée du Sud) a mené un exercice de missiles balistiques qui impliquait le missile balistique Hyunmoo du Sud et les avions de chasse F-15K, censé être une réponse à la détonation du Nord. L'agence de presse d'État Yonhap a déclaré que l'armée du Sud avait effectué un exercice de tir réel simulant une attaque sur le site nucléaire du Nord, touchant « des cibles désignées en mer de l'Est ».
Le même jour, le Conseil de sécurité de l'ONU s'est réuni pour discuter de nouvelles mesures contre la Corée du Nord. Le projet divulgué de la résolution pertinente du CSNU préparée par les États-Unis appelait à un embargo pétrolier sur la Corée du Nord, à l'interdiction des exportations de textiles du pays, à l'embauche de travailleurs nord-coréens à l'étranger ainsi qu'à des sanctions personnelles contre Kim Jong-un. Malgré la résistance de la Chine et de la Russie, les États-Unis ont officiellement demandé le 8 septembre un vote du Conseil de sécurité des Nations unies sur la résolution américaine. La résolution 2375 du Conseil de sécurité des Nations unies adopté le 11 septembre comme une version considérablement édulcorée de la demande des États-Unis.
Dans une interview le 4 septembre, Liu Jieyi, l'ambassadeur de Chine auprès des Nations unies, a appelé au dialogue, affirmant que la question devait être résolue pacifiquement. Il a déclaré : « La Chine ne permettra jamais le chaos et la guerre sur la péninsule ».
Le président Vladimir Poutine, s'adressant à la presse chinoise le 5 septembre 2017, a qualifié les propositions américaines de nouvelles sanctions contre Pyongyang d'« inutiles ». Il a dit : « Accélérer l'hystérie militaire dans de telles conditions est insensé; c'est une impasse ». Le ministre russe des Affaires étrangères, Sergueï Lavrov, a comparé la guerre des mots entre le président américain Donald Trump et le dirigeant nord-coréen Kim Jong-un à une bagarre entre deux enfants à la maternelle, déclarant : « Avec la Chine, nous continuerons à lutter pour une approche raisonnable et pas émotionnelle comme lorsque les enfants d'un jardin d'enfants commencent à se battre et que personne ne peut les arrêter ».
Un plan proposé par la Chine et la Russie appelle à un gel conjoint (gel pour gel) – des essais de missiles du Nord et des exercices militaires américains et sud-coréens. La prochaine étape serait d'entamer des pourparlers. L'initiative conjointe de la Russie et de la Chine envisage l'engagement des parties concernées à « quatre non » : concernant le changement de régime, l'effondrement du régime, la réunification accélérée et le déploiement militaire au nord du trente-huitième parallèle.
Le 6 septembre, Donald Trump, après une conversation téléphonique avec le président chinois Xi Jinping, a déclaré que les États-Unis ne toléreraient pas les provocations de la Corée du Nord, même si l'action militaire n'était pas son « premier choix ».
Le 10 septembre, le secrétaire général de l'Organisation du traité de l'Atlantique nord, Jens Stoltenberg, a déclaré dans une interview à la télévision BBC : « Le comportement imprudent de la Corée du Nord est une menace mondiale et nécessite une réponse mondiale et cela inclut bien sûr également l'OTAN ». Lorsqu'on lui a demandé si une attaque contre le territoire américain de Guam dans le Pacifique déclencherait l'article 5 de l'OTAN, il a répondu : « Je ne spéculerai pas sur l'application de l'article 5 dans une telle situation ».

#### Test de missiles sur le Japon le 15 septembre
Le 14 septembre, la Corée du Nord a menacé de « couler » le Japon et de transformer les États-Unis en « cendres et ténèbres ». La déclaration a été vivement condamnée par Yoshihide Suga, qui a décrit le discours comme « extrêmement provocateur et flagrant ». Le lendemain, un IRBM a été tiré depuis près de Pyongyang et a survolé Hokkaidō, au Japon, avant de s'écraser dans le Pacifique occidental à environ deux mille kilomètres au large du cap Erimo vers 7 h 16, heure locale.
Le missile a parcouru 3 700 kilomètres atteignant un apogée maximal de 770 kilomètres au cours de son vol de 19 minutes. Il s'agissait de la plus grande distance parcourue par un missile IRBM nord-coréen qui soit allé au-delà du Japon. Le 18 septembre, la Corée du Nord a annoncé que toute nouvelle sanction ne ferait qu'accélérer son programme nucléaire.

#### Accord sur «la pression» des États-Unis et de la Chine
Le 18 septembre, la Maison Blanche a déclaré que le président Donald Trump et le président chinois Xi Jinping avaient discuté de la poursuite des essais d'armes nucléaires et de missiles balistiques de la Corée du Nord et s'étaient engagés à « maximiser la pression sur la Corée du Nord en appliquant vigoureusement » les résolutions du Conseil de sécurité de l'ONU sur la Corée du Nord. La Corée du Nord a déclaré que les sanctions accéléreraient son programme nucléaire.

#### Discours de Trump à l'assemblée générale des Nations unies et réponse de Kim Jong-un

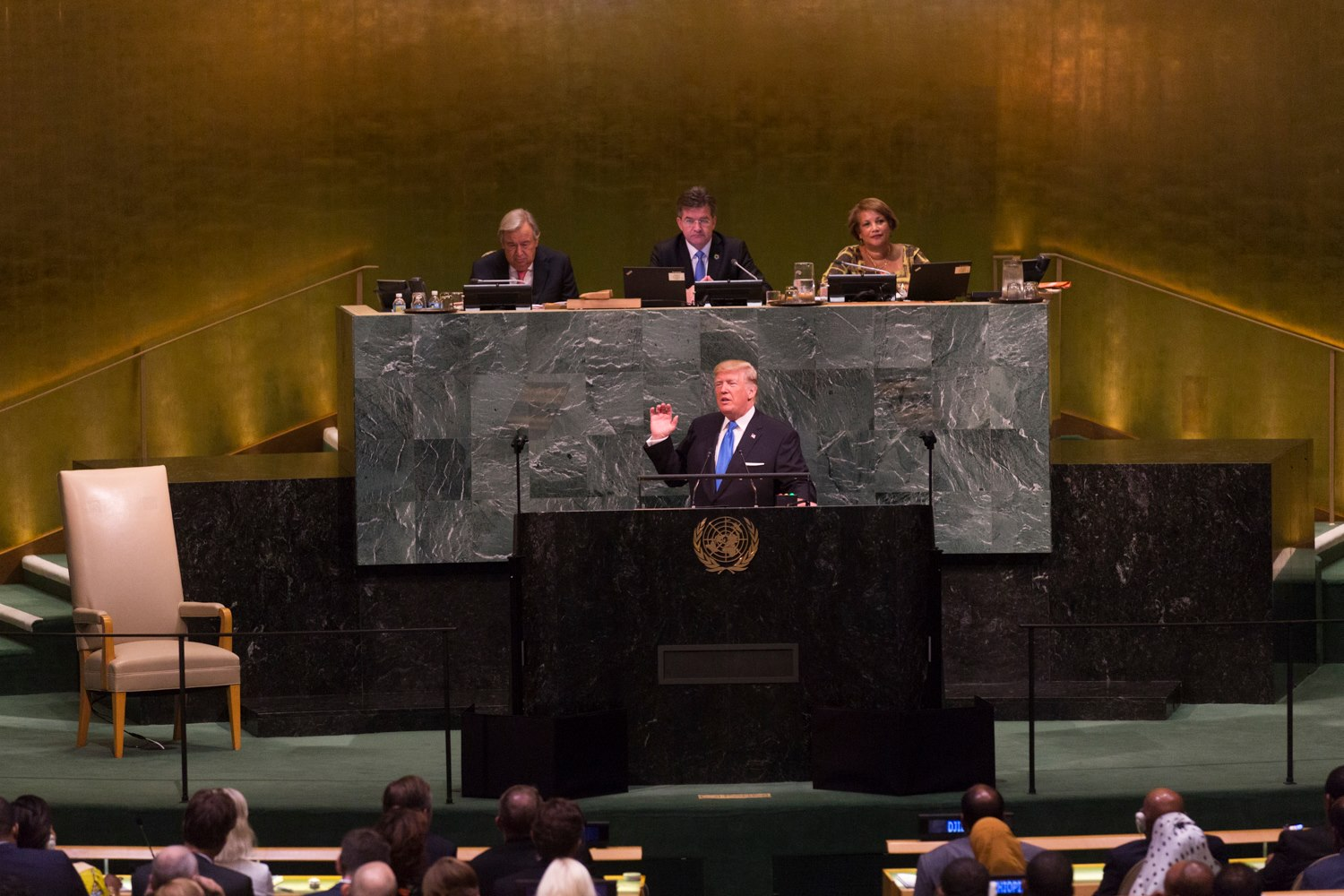
Le président américain Donald Trump prononce son discours à la de l'Assemblée générale des Nations unies.

Le 19 septembre, Donald Trump, dans sa première allocution devant l'Assemblée générale des Nations unies, avait déclaré que les États-Unis : « s'ils sont obligés de se défendre ou de défendre leurs alliés, nous n'aurons d'autre choix que de détruire totalement la Corée du Nord. Rocket Man [Kim Jong-un] est en mission suicide pour lui-même et pour son régime. Les États-Unis sont prêts, disposés et capables, mais j'espère que cela ne sera pas nécessaire ». De plus, sans le mentionner nommément, Donald Trump a critiqué la Chine pour avoir maintenu des relations avec la Corée du Nord, le qualifiant de « scandale que certaines nations non seulement commerceraient avec un tel régime, mais s'armeraient, fourniraient et soutiendraient financièrement un pays qui met le monde en péril avec un conflit nucléaire ».
Le 20 septembre, le président américain Donald Trump a signé un décret exécutif qui durcit encore les sanctions américaines contre la Corée du Nord : le Trésor américain a ainsi été autorisé à cibler les entreprises et les institutions financières faisant des affaires avec la Corée du Nord. Commentant le décret, le secrétaire au Trésor Steven Mnuchin a déclaré : « Les institutions financières étrangères sont désormais informées qu'à l'avenir, elles peuvent choisir de faire des affaires avec les États-Unis ou la Corée du Nord, mais pas les deux ».
Le 21 septembre, répondant directement pour la première fois à la menace du président Trump, le dirigeant nord-coréen Kim Jong-un, en sa qualité de président des affaires d'État de la RPDC , a qualifié Trump de « dotard américain mentalement dérangé » (coréen : 늙다리 미치광이, romanisé : Neukdari michigwangi, littéralement « vieil homme fou ») et a juré le « plus haut niveau de contre-mesure de la ligne dure de l'histoire ». (Les insultes ad hominem mises à part, aucune référence n'a été faite à la « politique hostile » des États-Unis, un incontournable des déclarations nord-coréennes par ailleurs.) Le ministre des Affaires étrangères Ri Yong-ho a également fait allusion à Trump comme un chien qui aboie, et a en outre fait remarquer que la Corée du Nord pourrait envisager le plus grand test de bombe à hydrogène jamais réalisé dans l'océan Pacifique, ce qui constituerait le premier essai nucléaire atmosphérique au monde depuis 1980 (dernier effectué par la Chine).
Le 25 septembre, le ministre des Affaires étrangères de la Corée du Nord, Ri Yong Ho, a accusé Trump d'avoir déclaré la guerre à son pays, faisant référence au récent tweet de Trump selon lequel la Corée du Nord « ne sera plus là très longtemps ». La Maison-Blanche a répondu que les États-Unis n'avaient pas déclaré la guerre.
Le 30 septembre, Rex Tillerson a déclaré lors d'un voyage en Chine que les États-Unis et la Corée du Nord étaient en « contact direct ». « Nous avons des lignes de communication vers Pyongyang », a-t-il déclaré, « nous ne sommes pas dans une situation sombre ». Il a en outre déclaré que les États-Unis étudiaient la possibilité de pourparlers directs. « Alors restez à l'écoute ». L'Associated Press a affirmé qu'un back-channel utilisé depuis longtemps a été rouvert au cours des derniers mois, le 'New York Channel', facilitant la communication entre Washington et Pyongyang. Le lendemain cependant, Trump a publié une série de publications sur Twitter qui semblaient saper les efforts de Tillerson, affirmant que Tillerson « perdait son temps ».
L'ancien directeur de la CIA, John O. Brennan, lors d'une session de questions-réponses à l'université Fordham le 18 octobre, a fait remarquer que « je pense que les perspectives d'un conflit militaire dans la péninsule coréenne sont plus grandes qu'elles ne l'ont été depuis plusieurs décennies [...] Je ne pense pas que ce soit probable, mais si c'est une chance sur 4 ou 1 sur 5, c'est trop élevé ».

#### Dispute au sujet de l'armement nucléaire de la Corée du Sud et du Japon
Une dispute a émergé en Corée du Sud et au Japon à propos de l'option nucléaire, motivée par la crainte que les États-Unis n'hésitent à défendre les pays si cela pouvait provoquer un lancement de missile depuis le Nord vers les grandes villes américaines. En Corée du Sud, les sondages montrent que 60 % de la population est favorable à la construction d'armes nucléaires, et que près de 70 % souhaitent que les États-Unis réintroduisent les armes nucléaires tactiques, qui ont été retirées en 1991. En octobre, Hong Joon-pyo, l'une des figures de proue de l'opposition sud-coréenne, a affirmé que « ce n'est qu'en déployant des armes nucléaires tactiques sur le territoire sud-coréen que nous pourrons négocier avec la Corée du Nord sur un pied d'égalité ». Le sénateur républicain John McCain a exhorté les États-Unis à envisager de déployer des armes nucléaires en Corée du Sud. L'ancien secrétaire d'État des États-Unis, Henry Kissinger, a mentionné que « si la Corée du Nord continue d'avoir des armes nucléaires, les armes nucléaires doivent se répandre dans le reste de l'Asie ».

#### Violation de l'armistice début novembre 2017

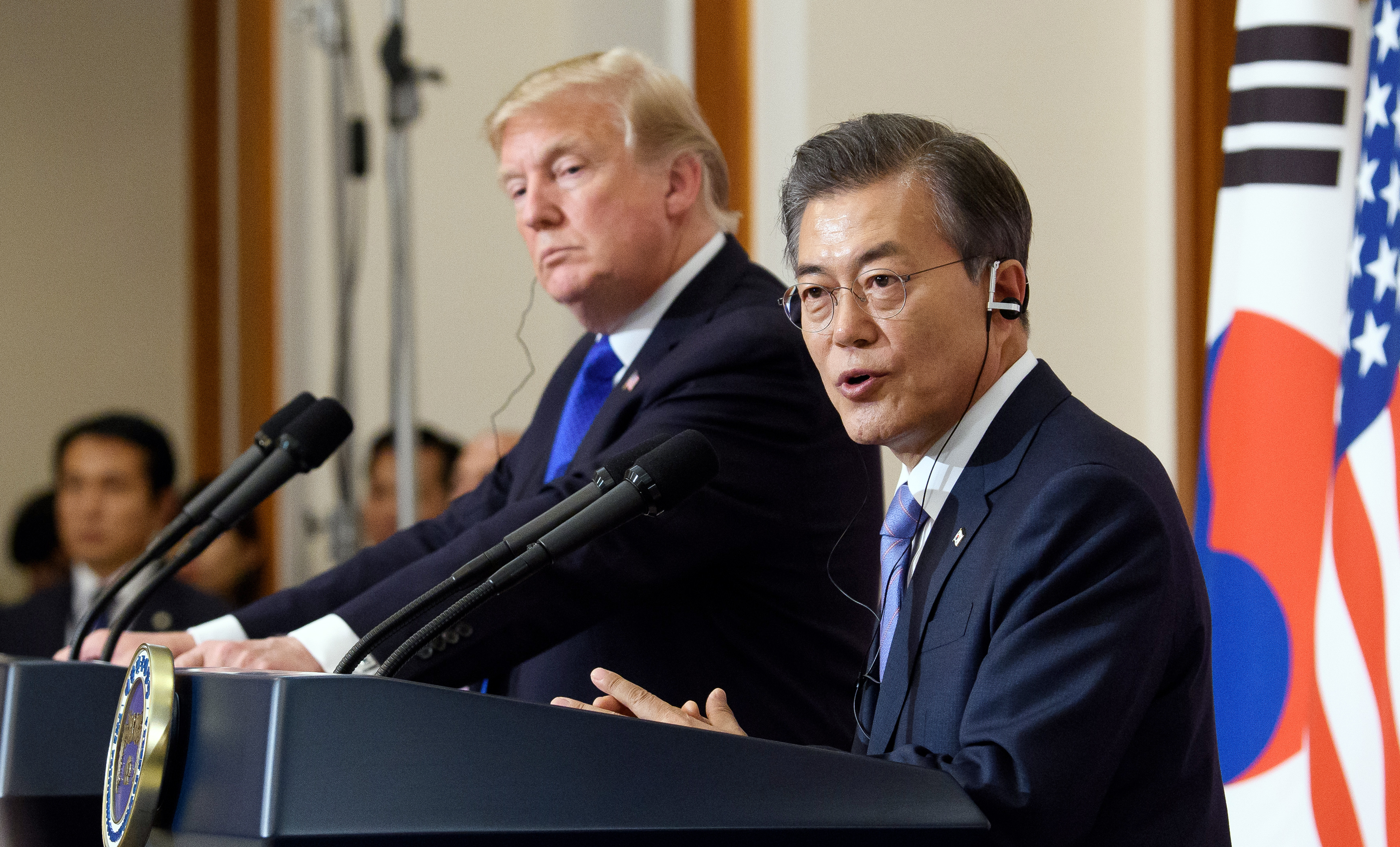
Le président sud-coréen Moon Jae-in avec le président américain Donald Trump en novembre 2017.

Le 13 novembre, des soldats nord-coréens ont tenté en vain d'empêcher Oh Chong-song, un transfuge, de franchir la frontière dans la zone de sécurité commune. Le commandement de l'ONU a déclaré que les soldats nord-coréens avaient violé l'accord d'armistice en tirant plus de 40 coups de feu dans la zone démilitarisée et dans le cas d'un soldat en traversant brièvement la ligne de démarcation militaire.

#### Réinscription en tant qu'État parrain du terrorisme
Le 20 novembre 2017, Trump a officiellement annoncé la réinscription de la Corée du Nord en tant qu'États soutenant le terrorisme, ce qui a qualifié cette décision de « provocation sérieuse ».

### Troisième test de missile balistique intercontinental en novembre 2017 et conséquences
Le 28 novembre, la Corée du Nord a effectué son troisième essai de missile balistique intercontinental, marquant la fin d'une période de deux mois au cours de laquelle aucun essai de missile n'a été effectué. Les photos de Hwasong-15 montrent que les moteurs d'appoint du missile sont deux moteurs Hwasong-14 regroupés pour sa première étape, comme convenu par trois analystes distincts, Tal Inbar, Kim Dong-yub et Chang Young-Keun. Le missile aurait volé à une altitude record de 4 500 km et aurait atterri dans la mer du Japon dans la zone économique exclusive, à une distance de 965 km, brisé en trois morceaux. Les premières évaluations faites par le Pentagone et les analyses ultérieures ont suggéré qu'il s'agissait d'un ICBM à en juger par la hauteur qu'il parcourait et, s'il était tiré sur une trajectoire normale, il serait plus que capable d'atteindre n'importe quel lieu sur le continent américain. Les ministères de la Défense sud-coréen et japonais ont également conclu qu'un ICBM avait probablement été lancé et qu'il avait voyagé dans une trajectoire gonflée. Le ministre japonais de la Défense, Itsunori Onodera, a également ajouté que le missile s'était brisé en au moins trois morceaux avant de s'écraser dans les eaux situées dans la zone économique exclusive, indiquant que le véhicule de rentrée n'avait pas survécu à la rentrée dans l'atmosphère terrestre. Il a été lancé à partir d'un véhicule lanceur plus grand, avec neuf essieux, par opposition aux véhicules à huit essieux achetés en Chine. Chacun des trois ICBM lancés jusqu'à présent l'a été à partir de trois endroits différents.
Lors d'une conférence de presse peu après le lancement, le président Trump a déclaré à propos du lancement de l'ICBM par la Corée du Nord que « nous nous en occuperons ».

#### rapports de violations des sanctions en décembre 2017
Fin décembre 2017, il a été signalé que des navires-citernes battant pavillon chinois et russe avaient été observés effectuant des transferts en mer de pétrole et de produits pétroliers vers des navires nord-coréens au cours de l'année précédente, en violation des sanctions imposées par les États-Unis et les Nations unies. Dans des messages sur Twitter, Trump a fustigé la Chine pour avoir défié les sanctions et continué à soutenir la Corée du Nord. L'un de ces navires, le Lighthouse Winmore immatriculé à Hong Kong avec 23 membres d'équipage chinois, a été saisi par des responsables sud-coréens après avoir livré illégalement 600 tonnes de pétrole au navire nord-coréen Sam Jong 2 dans une partie de la mer de l'Ouest, entre la Chine et la Corée du Sud en octobre.
Le décret exécutif 13722 bloque, entre autres, l'exportation de travailleurs au profit du gouvernement nord-coréen ou du Parti de l'Union des travailleurs. Le 1er janvier 2018, le New York Times a rapporté que pas moins de 147 000 travailleurs nord-coréens travaillaient désormais à l'étranger et que le Parti syndical des travailleurs de Pyongyang s'emparait de 30 à 80 % des salaires des travailleurs. Les entreprises spécifiques signalées comprenaient un chantier naval, un fabricant de conteneurs maritimes et des serres en Pologne.

### Jeux olympiques d'hiver: «détente» et autres développements en janvier et février 2018

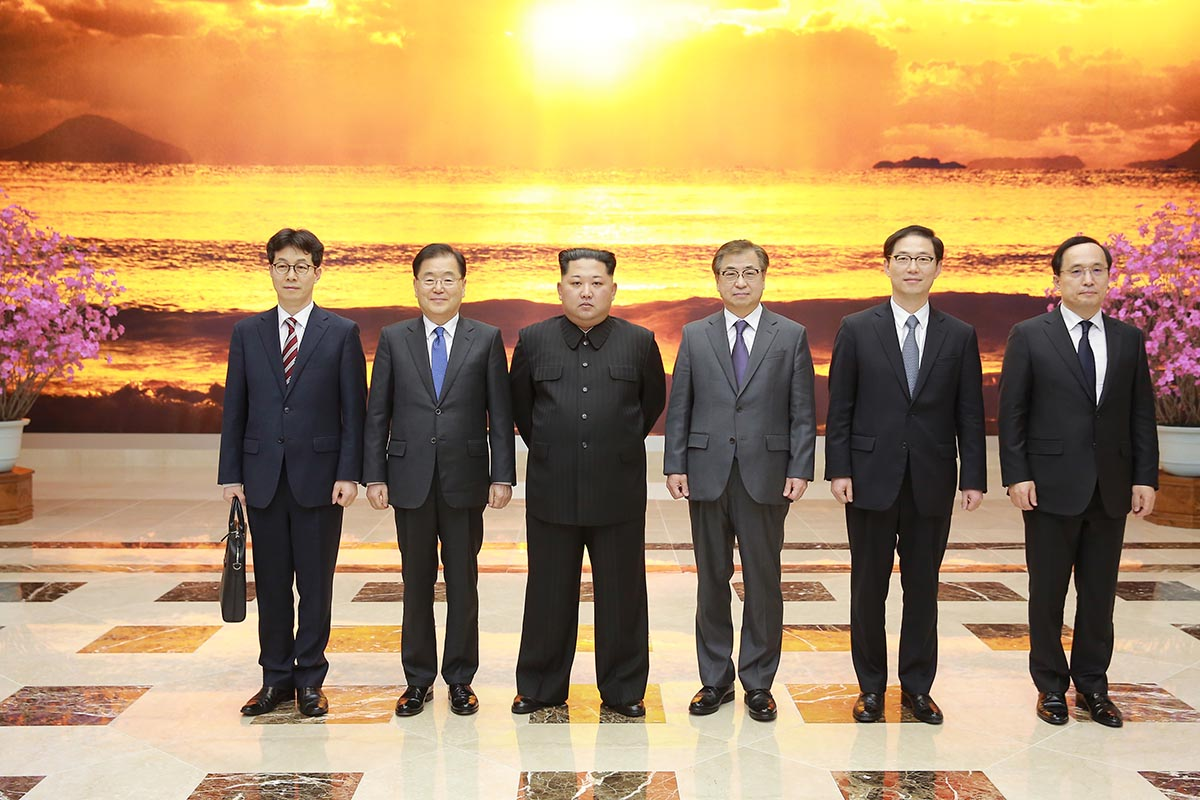
Kim Jong-un rencontre des émissaires sud-coréens dans le bâtiment principal du Parti des travailleurs de Corée, le 6 mars 2018.

La crise avait suscité des inquiétudes quant à la sécurité des Jeux olympiques d'hiver de 2018 qui se tiendraient à Pyeongchang en Corée du Sud. Il est largement admis que si la Corée du Nord participe aux Jeux, le risque d'escalade diminue. Cette théorie a ensuite été mise à l'épreuve lorsque le dirigeant nord-coréen Kim Jong-un a signalé la possibilité d'envoyer des athlètes aux Jeux après tout dans son discours du Nouvel An pour 2018, déclarant que « la participation de la Corée du Nord aux Jeux d'hiver sera une bonne occasion de montrer la fierté nationale et nous souhaitons que les Jeux soient un succès. Les officiels des deux Corées pourraient se rencontrer d'urgence pour discuter de cette possibilité ». L'annonce a été suivie d'un accord sud-coréen pour participer aux premiers pourparlers de haut niveau avec le Nord depuis décembre 2015. Les pourparlers étaient prévus pour le 9 janvier 2018. La Corée du Nord était également prête à parler au CIO cette semaine-là. En préparation des pourparlers Nord-Sud, les deux pays ont rétabli la hotline Séoul-Pyongyang, qui était inactive depuis près de deux ans, et ont échangé des documents connexes par fax. Après ces développements, le membre nord-coréen du CIO, Chang Ung, a déclaré que la participation de patineurs artistiques nord-coréens semblait à nouveau probable. La possibilité d'une participation nord-coréenne a suscité des discussions sur un éventuel boycott olympique par les États-Unis, après que l'administration du président Donald Trump, qui a été à couteaux tirés avec Kim Jong-un, a émis des messages mitigés. Après des discussions le 9 janvier 2018, la Corée du Nord a annoncé qu'elle enverrait des athlètes concourir avec une délégation pour assister aux Jeux olympiques d'hiver.
La Corée du Nord et la Corée du Sud ont défilé ensemble lors de la cérémonie d'ouverture des Jeux olympiques et ont aligné une équipe féminine de hockey sur glace unie. En plus des athlètes, la Corée du Nord a envoyé une délégation de haut niveau sans précédent, dirigée par Kim Yo-jong, sœur de Kim Jong-un, et le président Kim Yong-nam, et comprenant des artistes comme l'Orchestre Samjiyon (en). La délégation a transmis une invitation au président Moon à se rendre en Corée du Nord.
Selon l'expert nord-coréen Sung-Yoon Lee (en), la politique de la Corée du Nord vis-à-vis des Jeux olympiques consiste à renforcer le statut de la Corée du Nord : « Il n'est pas nécessaire d'être un génie pour voir que c'est ce que fait la Corée du Nord : après avoir créé une atmosphère de crise, (Kim [Jong-un]) fait un petit pas en arrière et il y a un soupir de soulagement collectif qu'il n'y a pas de guerre. Cela fait des merveilles pour l'image de la Corée du Nord ».

#### Fausses alertes à Hawaï et au Japon
Les résidents et les touristes de l'État américain d'Hawaï ont été brièvement paniqués lorsqu'une alerte d'urgence a été émise le 13 janvier 2018, les informant d'une menace imminente de missiles balistiques. Un autre message a été envoyé environ 40 minutes plus tard décrivant la première alerte comme une fausse alerte. L'incident a fait l'objet d'une enquête.
Trois jours plus tard au Japon, l'agence de diffusion NHK a également accidentellement envoyé une alerte concernant un lancement de missile nord-coréen par erreur. L'erreur a été corrigée en quelques minutes.

#### Discours sur l'état de l'Union de 2018
Dans son premier discours sur l'état de l'Union, le président Trump a consacré beaucoup de temps à la Corée du Nord, attisant les craintes qu'une frappe américaine soit sérieusement envisagée et non un simple bruit de sabre, en particulier compte tenu du retrait du Dr Victor Cha (en) de son poste d'ambassadeur en république de Corée et sa ressemblance avec le discours sur l'état de l'Union 2002 de l'Axe du mal de George W. Bush.

#### Spéculations sur une attaque sur la Corée du Nord
À la mi-février, alors que les Jeux olympiques se poursuivaient, après de précédents reportages dans les médias, l'administration Trump a nié avoir envisagé une soi-disant attaque préventive « au nez sanglant » contre le programme nucléaire de la Corée du Nord. La secrétaire d'État adjointe aux Affaires de l'Asie de l'Est et du Pacifique, Susan Thornton (en), a confirmé que la politique de l'administration restait celle d'une « pression maximale » via des sanctions économiques afin d'amener la Corée du Nord à négocier sur l'élimination de ses armes nucléaires. Thornton a cependant réitéré que des options militaires sont toujours « sur la table » et que Pyongyang serait contraint de renoncer à ses armes nucléaires « d'une manière ou d'une autre ».

### Début des efforts de paix

#### Sommets inter-coréens

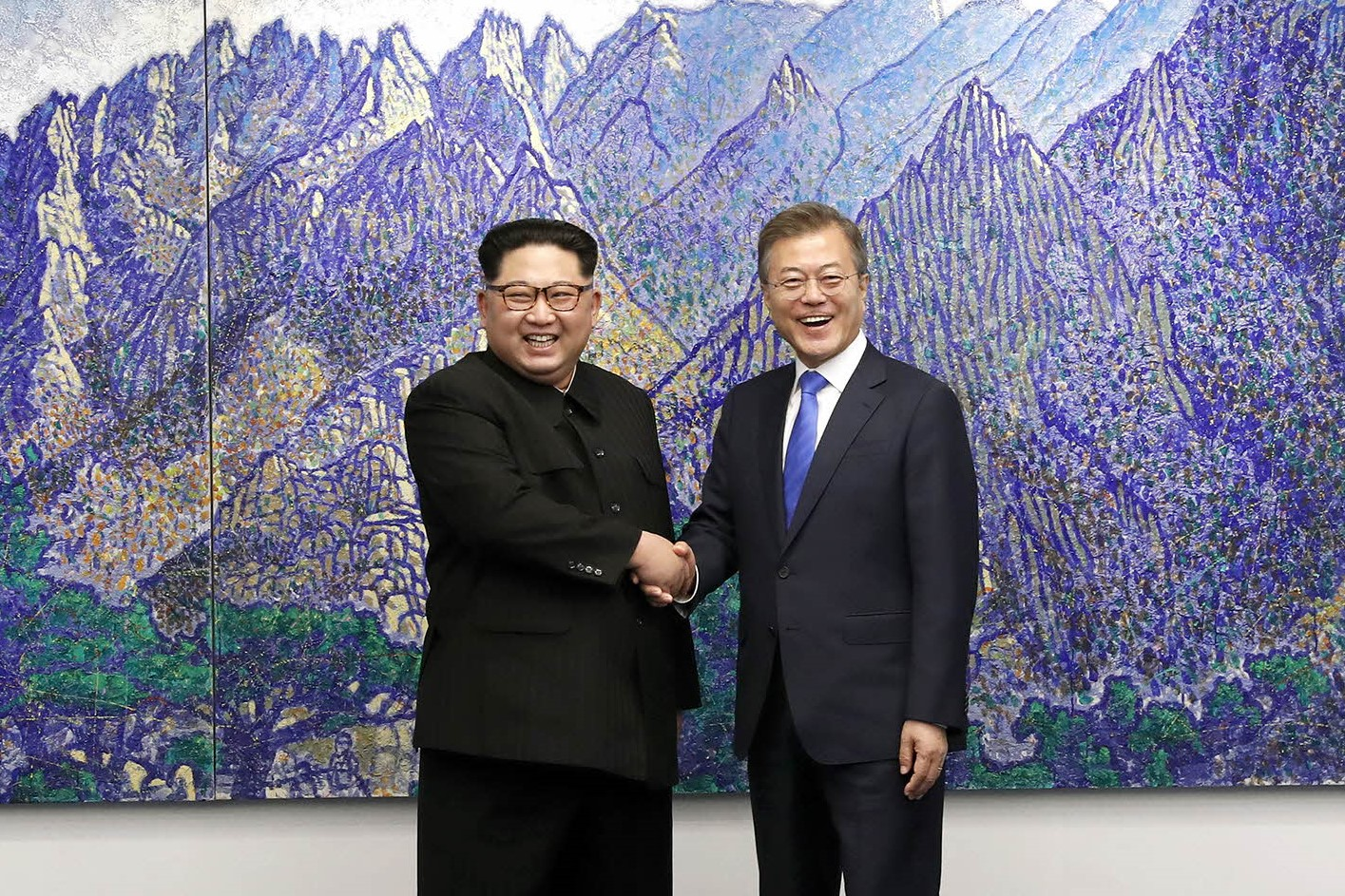
Kim Jong-un et le président sud-coréen Moon Jae-in lors du sommet intercoréen d'avril 2018.

Le 27 avril, les deux dirigeants se sont rencontrés dans la zone de sécurité conjointe, Kim Jong-un traversant la ligne de Démarcation militaire en territoire sud-coréen, la première fois qu'un dirigeant nord-coréen le faisait. Le président Moon a également brièvement traversé le territoire du Nord. Moon et Kim ont tous deux signé la déclaration de Panmunjom (en), déclarant que le conflit coréen était terminé et signait un traité de paix approprié d'ici la fin de l'année. Sur ce, Moon a accepté de se rendre à Pyongyang à l'automne.

##### Sommet de 2018 à Singapour

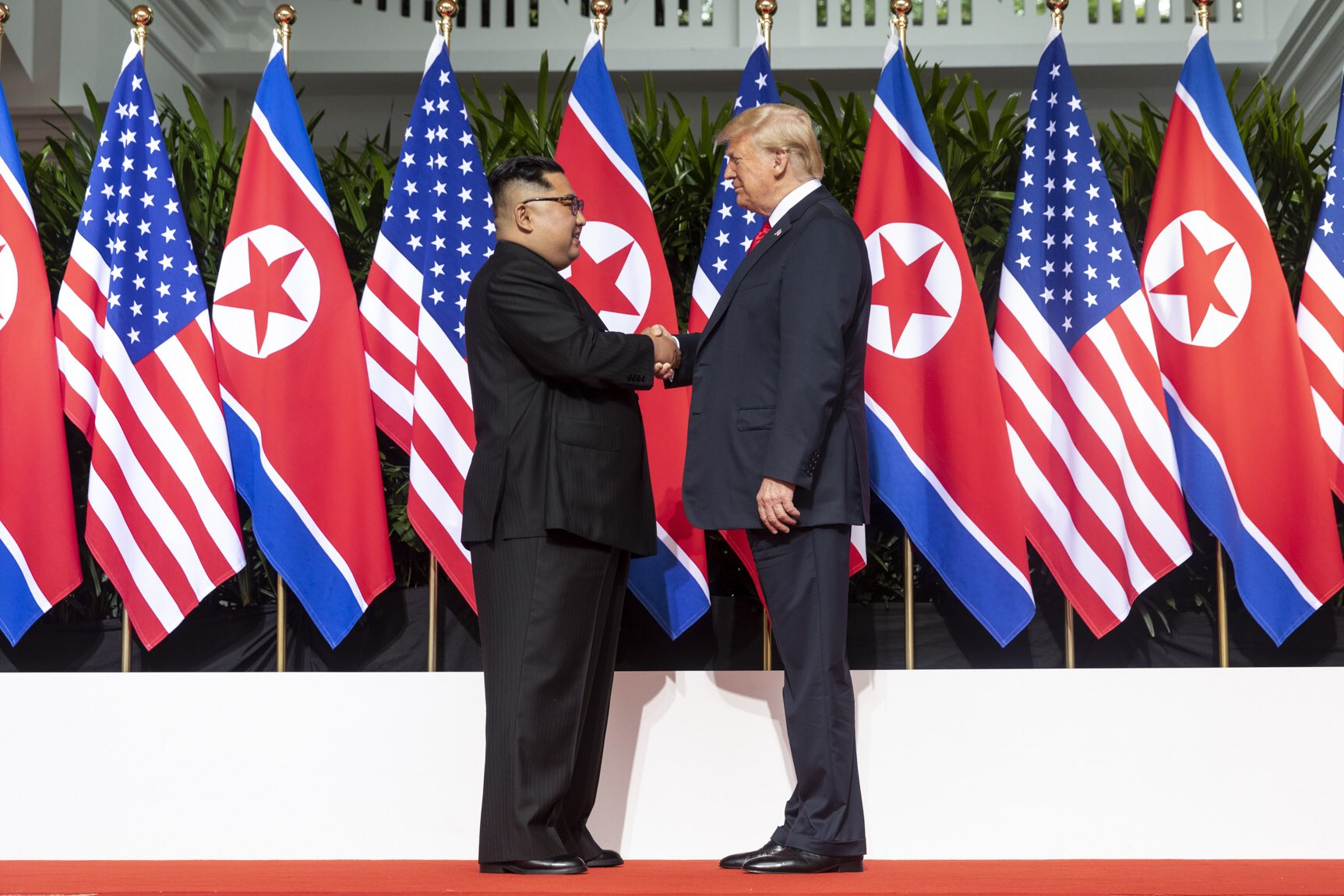
Kim Jong-un et le président américain Donald Trump lors du sommet Corée du Nord-États-Unis de 2018.

Le 8 mars, dans un départ surprise du dialogue hostile de 2017, Trump a annoncé qu'il rencontrerait le dirigeant Kim Jong-un, et les deux se rencontreraient probablement d'ici mai. L'attachée de presse Sarah Huckabee Sanders a déclaré que « dans l'intervalle, toutes les sanctions et la pression maximale doivent rester ». La Corée du Nord accepte la proposition de la Corée du Sud de tenir les pourparlers intercoréens de haut niveau, qui ont eu lieu le 29 mars. Le 24 mai, le président Trump a annulé la réunion prévue avec le président Kim en raison d'« une énorme colère et d'une hostilité ouverte » affiché par Kim. Le 1er juin, le président Trump a annulé l'annulation et confirmé que le sommet aurait lieu le 12 juin comme prévu.
À l'issue de leurs entretiens, les deux dirigeants ont signé une déclaration conjointe intitulée « Déclaration conjointe du président Donald J. Trump des États-Unis d'Amérique et du président Kim Jong-un de la république populaire démocratique de Corée lors du sommet de Singapour ». Ils déclarent :
- Les États-Unis et la RPDC s'engagent à établir de nouvelles relations entre les États-Unis et la RPDC conformément au désir de paix et de prospérité des peuples des deux pays.
- Les États-Unis et la RPDC uniront leurs efforts pour édifier un régime de paix durable et stable dans la péninsule coréenne.
- Réaffirmation de la déclaration de Panmunjom du 27 avril 2018, la RPDC s'engage à œuvrer à la dénucléarisation complète de la péninsule coréenne.
- Les États-Unis et la RPDC s'engagent à récupérer les restes de prisonniers de guerre et de disparus au combat, y compris le rapatriement immédiat de ceux déjà identifiés.

### Suspicion de la poursuite du programme nucléaire
En juin 2018, NBC News a rapporté que les services de renseignement américains pensaient que la Corée du Nord augmentait la production d'uranium enrichi pour les armes nucléaires et qu'en plus de son installation de production de combustible connue à Yongbyon, elle possédait plusieurs sites nucléaires secrets. En août 2018, des responsables américains ont déclaré que la Corée du Nord pourrait continuer à fabriquer des armes nucléaires, et quelques jours plus tard, le Conseil de sécurité des Nations unies a reçu des informations selon lesquelles la Corée du Nord n'aurait peut-être pas arrêté son programme nucléaire. Les rapports affirmaient également que la Corée du Nord violait les sanctions de l'ONU.
Fin septembre 2018, Trump a affirmé que la Corée du Nord avait déjà arrêté les essais nucléaires et il a déclaré que les États-Unis n'imposeraient aucun délai requis pour la dénucléarisation totale de la Corée du Nord. « J'ai tout le temps du monde [...] nous ne jouons pas au « jeu du temps ». Si cela prend deux ans, trois ans ou cinq mois, cela n'a pas d'importance », a déclaré Trump. Il répondait et niait l'affirmation du secrétaire d'État américain Mike Pompeo selon laquelle la dénucléarisation de la Corée du Nord serait achevée d'ici janvier 2021. Trump a soutenu que les sanctions contre la Corée du Nord resteraient en place jusqu'à ce qu'elle soit dénucléarisée.
Des images satellites obtenues par CNN en décembre 2018 montrent que la base de missiles à longue portée de Yeongjeo-dong (dont l'existence était déjà connue du public) reste active. Les images ont également révélé la poursuite de la construction d'une installation souterraine et la construction d'une installation (dont l'existence était auparavant inconnue du public) à plusieurs kilomètres de Yeongjeo-dong.

### Sommet de 2019 à Hanoï
Un deuxième sommet entre Kim et Trump a eu lieu les 27 et 28 février 2019.